# Netgraph

netgraph — модульная сетевая подсистема ядра FreeBSD, основанная на принципе графов. В Netgraph строится граф из узлов различных типов, узел каждого типа имеет некоторое количество входов/выходов (хуков, англ. hooks). Узел netgraph позволяет производить определенные действия над пакетом, проходящим через него. Некоторые netgraph-узлы предоставляют поддержку различных протоколов, инкапсуляций, таких как L2TP, PPTP, PPPoE, PPP, ATM, bluetooth, другие служат для связки модулей и сортировки/маршрутизации между узлами netgraph, например, bpf, split.
netgraph также портирован на другие операционные системы: NetBSD и Linux kernel 2.4 и 2.6 от 6WIND.

## История
netgraph был разработан и впервые реализован Джулианом Элишером (Julian Elischer) при участии Арчи Коббса (Archie Cobbs) в Whistle Communications, Inc. для роутера Whistle InterJet, работавшего под управлением модифицированной FreeBSD 2.2. В основное дерево FreeBSD netgraph был включен в версии 3.4.

## Типы узлов
| Тип                                     | Описание |
| Сетевые интерфейсы, устройства и сокеты | Сетевые интерфейсы, устройства и сокеты |
| --------------------------------------- | --- |
| ether                                   | Представляет существующий Ethernet-интерфейс, создается автоматически. |
| gif                                     | Представляет существующий gif-интерфейс, создается автоматически. |
| tty                                     | Представляет подключение к терминалу (TTY). |
| iface                                   | Представляет сетевой интерфейс. Для каждого нового узла создается новое устройство ng*. Созданный интерфейс с помощью ifconfig можно настроить как широковещательный или точка-точка. |
| eiface                                  | Представляет Ethernet-интерфейс. Для каждого нового узла создается новое устройство ngeth*. Созданный интерфейс можно настроить с помощью ifconfig. |
| device                                  | Представляет системное устройство. Для каждого нового узла создается новое устройство ngd*, доступное для операций open, close, read и write. |
| socket                                  | Автоматически создаваемый узел, представляет сокет типа NG_CONTROL. Позволяет приложению взаимодействовать с подсистемой netgraph. |
| ksocket                                 | Создает новый BSD-сокет, позволяющий подсистеме netgraph взаимодействовать с другими хостами или службами (антипод socket). Поддерживает только один хук, имя которого в виде семейство/тип/протокол определяет тип создаваемого сокета.                                                                                    |
| Сетевые протоколы                       | |
| cisco                                   | Инкапсулирует и декапсулирует данные по протоколу Cisco HDLC. Хук downstream должен быть соединен к синхронной линии. Хуки inet, inet6, atalk, и ipx используются для передачи пакетов одноимённых протоколов и, обычно, соединяются с соответствующими типами узлов.                                                       |
| frame_relay                             | Производит инкапсуляцию, декапсуляцию и мультиплексирование данных по протоколу Frame relay. Хук downstream должен быть соединен к синхронной линии. Хуки dlci* могут соединяться с соответствующим каналом DLCI. |
| gif_demux                               | Инкапсулирует и декапсулирует данные gif-интерфейса. Хук gif должен быть соединен c узлом типа gif, хуки inet, inet6, atalk, ipx, atm, natm и ns соответствуют одноимённым протоколам. |
| l2tp                                    | Реализует инкапсуляцию протокола L2TP в соответствии с RFC 2661. |
| lmi                                     | Поддержка LMI frame relay. |
| mppc                                    | Поддержка сжатия и шифрования MPPC/MPPE. |
| ppp                                     | Мультиплексирование данных PPP. |
| pppoe                                   | Поддержка PPPoE. |
| pptpgre                                 | Реализация GRE над IP по протоколу PPTP в соответствии с RFC 2637. |
| vlan                                    | Мультиплексирование кадров IEEE 802.1Q VLAN |
| Коммутация                              | |
| bridge                                  | Реализует Ethernet-бридж на одном или нескольких соединениях. Каждое соединение (соответствующее присоединенному хуку) используется для приема и передачи кадров Ethernet, принцип действия аналогичен коммутатору. |
| hub                                     | Предоставляет простейший механизм распределения данных по нескольким соединениям. Принцип действия аналогичен концентратору: данные, принятые с любого хука пересылаются на все остальные хуки. |
| one2many                                | Предоставляет механизм распределения данных из одного соединения по нескольким. При этом алгоритм распределения либо копирует данные с хука one на все хуки many* (как hub), либо только на один последовательно (каждый пакет отправляется на разные хуки). Данные, приходящие с любого хука many*, копируются на хук one. |
| tee                                     | Предоставляет возможность «подслушивать» обмен данными между двумя узлами. Данные, полученные через хук right копируются на хуки left и right2left, а полученные через left — на right и left2right. |
| split                                   | Делит один двунаправленный поток данных на два однонаправленных. |
| etf                                     | Фильтрует и распределяет данные на основании типа Ethernet-пакета. |
| Тестирование и отладка                  | |
| echo                                    | Возвращает любые данные и управляющие сообщения отправителю. |
| hole                                    | Отбрасывает все полученные данные и управляющие сообщения. |
| Другие                                  | |
| atm                                     | |
| async                                   | |
| atmllc                                  | |
| bluetooth                               | |
| bpf                                     | Позволяет осуществлять фильтрацию/сортировку пакетов на основе правил BPF |
| bt3c                                    | |
| btsocket                                | |
| fec                                     | Агрегирует несколько Ethernet интерфейсом по технологии EtherChannel |
| h4                                      | |
| hci                                     | |
| ip_input                                | Пакеты передаваемые на этот узел попадают в ip_input операционной системы и далее обрабатываются также как пришедшие с другого узла по сети |
| l2cap                                   | |
| netflow                                 | Реализация протокола Netflow |
| rfc1490                                 | |
| sppp                                    | Реализация PPP соединений для последовательный каналов внутри Netgraph |
| sscfu                                   | |
| sscop                                   | |
| ubt                                     | |
| UI                                      | |
| uni                                     | |
| vjc                                     | Реализация сжатия Якобсона |